# Număr pentagonal

O reprezentare vizuală a primelor șase numere pentagonale

În matematică, un număr pentagonal este un număr figurativ poligonal pn de forma:
{\displaystyle p_{n}={\frac {3n^{2}-n}{2}}}
pentru n ≥ 1. Primele câteva numere pentagonale sunt:
1, 5, 12, 22, 35, 51, 70, 92, 117, 145, 176, 210, 247, 287, 330, 376, 425, 477, 532, 590, 651, 715, 782, 852, 925, 1001, 1080, 1162, 1247, 1335, 1426, 1520, 1617, 1717, 1820, 1926, 2035, 2147, 2262, 2380, 2501, 2625, 2752, 2882, 3015, 3151, 3290, 3432, 3577, 3725, 3876, 4030, 4187... 